# Felnac
Felnac (fino al 1924 Mihăileşti) è un comune della Romania di 3 016 abitanti, ubicato nel distretto di Arad, nella regione storica del Banato.
Il comune è formato dall'unione di 2 villaggi: Călugăreni e Felnac.
Felnac appare per la prima volta in un documento del 1330.
Nel territorio esisteva in passato un castello del XIV secolo, andato distrutto una prima volta e successivamente ricostruito attorno al 1500, per essere definitivamente demolito nel 1699. I principali monumenti rimangono attualmente due chiese, una ortodossa romena ed una ortodossa serba.